# 巴拉顿费尼韦什
巴拉顿费尼韦什（匈牙利語：Balatonfenyves）是匈牙利绍莫吉州所辖的一个村。总面积51.93平方公里，总人口1878，人口密度36.2人/平方公里（2011年1月1日）。